# Яссер Абубакар
Яссер Абубакар Якуб Еїса (араб. ياسر أبو بكر يعقوب عيسى; нар. 10 лютого 1992) — катарський футболіст, захисник клубу «Ас-Садд».

## Клубна кар'єра
Вихованецб клубу «Ас-Сайлія». До складу дорослої команди переведений 2011 року.
У 2014 році приєднався до «Аль-Джаїша». У новій команді дебютував 22 серпня 2014 року в переможному (3:2) домашньому поєдинку 1-о туру Ліги зірок Катару проти «Аль-Вакри». Ясер вийшов на поле в стартовому складі та відіграв увесь матч. Дебютним голом за «Аль-Джаїш» відзначився 27 серпня 2014 року на 12-й хвилині програного (1:2) виїзного поєдинку 2-о туру Ліги зірок Катару проти «Умм-Салаля». Абубакар вийшов на поле в стартовому складі та відіграв увесь матч.
Після розформування «Аль-Джаїша» у 2017 році перейшов до «Ас-Садда». У новому клубі дебютував 16 вересня 2017 року в переможному (3:0) виїзному поєдинку 1-о туру Катарської ліги зірок проти «Аль-Мархії». Ясер вийшов на поле в стартовому складі та відіграв увесь матч.

## Кар'єра в збірній
З 2015 року викликається до національної збірної Катару. Перший виклик до катарської збірної отримав на домашній товариський матч проти Туреччини (1:2), проте тоді увесь матч просидів на лаві для запасних. Вперше за національну збірну Катару зіграв 10 листопада 2016 року в переможному (2:1) товариському поєдинку проти Росії. Абубакар вийшов на поле на 68-й хвилині, замінивши Буалема Хухі.

## Досягнення
- Ліга зірок Катару
  -  Чемпіон (1): 2018/19
  -  Срібний призер (2): 2015/16, 2017/18

- Кубок Еміра Катару
  -  Фіналіст (3): 2014, 2015, 2019

- Кубок Катару
  -  Володар (1): 2016
  -  Фіналіст (3): 2015, 2017, 2018

- Кубок шейха Яссіма
  -  Володар (2): 2017, 2019